# بزمجه صحرایی کوتوله
 بزمجه صحرایی کوتوله(نام علمی: Varanus eremius) نام یک گونه از سرده بزمجه است.